# Urszulin (gmina)
Urszulin (do 1954 gmina Wola Wereszczyńska) – gmina wiejska w województwie lubelskim, w powiecie włodawskim. W latach 1975–1998 gmina położona była w województwie chełmskim.
Siedziba gminy to Urszulin.
Według danych z 30 czerwca 2004 gminę zamieszkiwały 4062 osoby.

## Struktura powierzchni
Według danych z roku 2002 gmina Urszulin ma obszar 171,62 km², w tym:
- użytki rolne: 56%
- użytki leśne: 23%

Gmina stanowi 13,66% powierzchni powiatu.

## Demografia

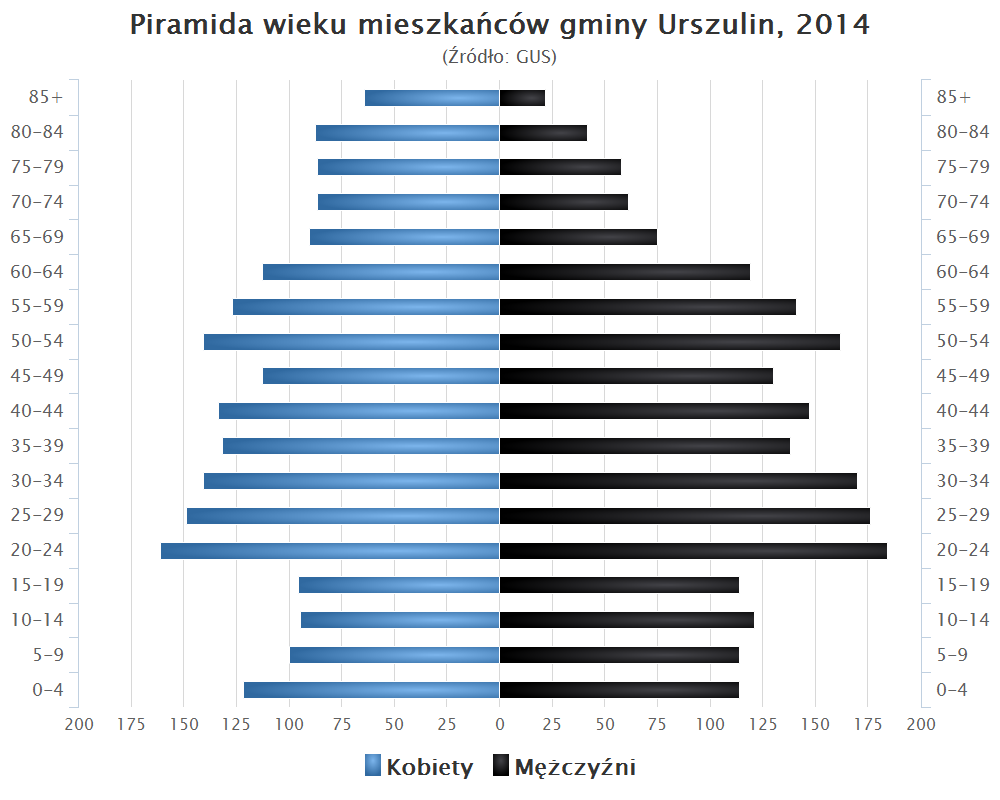
Piramida wieku mieszkańców gminy Urszulin w 2014 roku

Dane z 31 grudnia 2017 roku:
| Opis                              | Ogółem | Ogółem | Kobiety | Kobiety | Mężczyźni | Mężczyźni |
| --------------------------------- | ------ | ------ | ------- | ------- | --------- | --------- |
| jednostka                         | osób   | %      | osób    | %       | osób      | %         |
| populacja                         | 4 135  | 100    | 2 037   | 49,3    | 2 098     | 50,7      |
| gęstość zaludnienia (mieszk./km²) | 24     | 24     | 11      | 11      | 13        | 13        |

## Sołectwa
Andrzejów, Babsk, Borysik, Dębowiec, Grabniak, Jamniki, Kozubata, Łomnica, Michałów, Nowe Załucze, Przymiarki, Sęków, Stare Załucze, Sumin, Urszulin, Wereszczyn, Wiązowiec, Wielkopole, Wincencin, Wola Wereszczyńska, Wólka Wytycka, Wytyczno, Zabrodzie, Zastawie, Zawadówka.

## Pozostałe miejscowości
Andrzejów-Osada, Babsk (kolonia), Bieleckie, Dyszczytno, Grobelki, Łowiszów, Kalinówka, Koło Młyna, Olszowo, Pod Bubnowem, Wujek, Zarudka.

## Sąsiednie gminy
Cyców, Hańsk, Ludwin, Sosnowica, Stary Brus, Wierzbica